# (875) Nymphe
(875) Nymphe – planetoida z pasa głównego asteroid okrążająca Słońce w ciągu 4 lat i 30 dni w średniej odległości 2,55 au. Została odkryta 19 maja 1917 roku w Landessternwarte Heidelberg-Königstuhl w Heidelbergu przez Maxa Wolfa. Nazwa pochodzi od nimf, śmiertelnych bogiń w mitologii greckiej. Przed nadaniem nazwy planetoida nosiła oznaczenie tymczasowe (875) 1917 CF.